# Jens Spahn
Jens Georg Spahn (sinh ngày 16 tháng 5 năm 1980) là một chính khách người Đức, từng là Bộ trưởng Bộ Y tế Liên bang trong nội các thứ tư của Thủ tướng Angela Merkel từ năm 2018 đến năm 2021. Là thành viên đảng Liên minh Dân chủ Kitô giáo (CDU) trung hữu, ông là nghị sĩ hạ viện của quốc hội liên bang, Bundestag (tiếng Đức: Mitglied des Deutschen Bundestages, MdB), cho khu vực Steinfurt I - Borken I từ năm 2002.
Vào thời điểm đắc cử năm 2002, Spahn – ở tuổi 22 – là thành viên trẻ nhất của CDU trong quốc hội Đức. Kể từ đó, ông phục vụ trong các khóa 15, 16, 17, 18, 19 và hiện đang ở Bundestag khóa 20 và là một trong những nhà tài trợ chính cho cải cách lương hưu ở Đức. Ông là thành viên Ủy ban Y tế của Bundestag khóa 17 và là người phát ngôn của nhóm nghị sĩ CDU/CSU về sức khỏe. Ông từng là Bộ trưởng Bộ Y tế trong đại dịch COVID-19 tại Đức.
Khi Thủ tướng Angela Merkel tuyên bố ý định không tái tranh cử vị trí lãnh đạo đảng CDU vào năm 2018, Spahn tuyên bố ý định ứng cử làm người kế nhiệm bà vào tháng 12 năm 2018. Ông bị loại ngay trong vòng bỏ phiếu đầu tiên; thay vào đó, vị trí thuộc về Annegret Kramp-Karrenbauer. Sau khi Kramp-Karrenbauer quyết định từ chức vào tháng 2 năm 2020, ông tuyên bố rằng ông sẽ không tranh cử vào vị trí lãnh đạo của đảng mà thay vào đó ủng hộ ứng cử viên Armin Laschet. Liên minh của ông với Laschet đã chứng tỏ thành công, khi đồng minh của ông trở thành lãnh đạo đảng CDU vào ngày 16 tháng 1 năm 2021 và ứng cử viên thủ tướng của liên minh đảng CDU/CSU vào ngày 19 tháng 4 năm 2021.

## Đầu đời và sự nghiệp
Spahn sinh ngày 16 tháng 5 năm 1980 tại Ahaus, North Rhine-Westphalia. Ông lớn lên với hai người em của mình tại làng Ottenstein ở phía bắc Westmünsterland. Spahn tốt nghiệp năm 1999 tại trường Episcopal Canisius ở Ahaus, North Rhine-Westphalia. Năm 2001, ông hoàn thành khóa học việc làm giao dịch viên ngân hàng tại Westdeutsche Landesbank, và làm việc cho đến năm 2002 với vị trí thư ký ngân hàng. Năm 2003, Spahn bắt đầu nghiên cứu khoa học chính trị và luật tại Đại học Hagen. Năm 2008, ông lấy bằng cử nhân, tiếp theo là bằng thạc sĩ cùng lĩnh vực vào năm 2017.

## Đơi tư
Spahn tự nhận mình là người Công giáo La Mã mặc dù ông có vấn đề với Giáo hội Công giáo và đạo đức tình dục của giáo hội. Ông sống với chồng Daniel Funke, một nhà báo và nhà vận động hành lang người Đức, ở quận Schöneberg của Berlin. Vào tháng 12 năm 2017, hai người kết hôn trong một buổi lễ dân sự tại Cung điện Borbeck ở Essen, do thị trưởng thành phố Thomas Kufen làm chủ lễ. Trong một bài báo của Süddeutsche Zeitung vào tháng 7 năm 2012, lần đầu tiên ông được đề cập đến vấn đề đồng tính luyến ái. Ông là thành viên danh dự của FC Bayern Munich.
Khi Der Spiegel điều tra cáo buộc tham nhũng đối với hoạt động tài chính của Spahn — liên quan đến tài sản mà ông có được tư nhân cũng như các giao dịch mà ông thực hiện với nhà cung cấp PPE với tư cách là bộ trưởng y tế — Spahn yêu cầu tên của nhà báo và cố gắng trong phiên tòa để ngăn chặn phương tiện truyền thông công bố các số liệu và chi tiết chính xác.